# Hypsiboas latistriatus
Espèce
Synonymes
- Hyla latistriata Caramaschi & Cruz, 2004

Statut de conservation UICN

 DD  : Données insuffisantes
Hypsiboas latistriatus est une espèce d'amphibiens de la famille des Hylidae.

## Répartition
Cette espèce est endémique du Brésil. Elle se rencontre entre 1 200 et 2 160 m d'altitude dans le parc national d'Itatiaia, dans la Serra da Mantiqueira dans les municipalités de Itamonte et de Marmelópolis dans l'État du Minas Gerais.

## Publication originale
- Caramaschi & Cruz, 2004 : Duas novas espécies de Hyla do grupo de H. polytaenia Cope, 1870 do Sudeste do Brasil (Amphibia, Anura, Hylidae). Arquivos do Museu Nacional, Rio de Janeiro, vol. 62, no 3, p. 247-254 (texte intégral).